# 천진보탑
천진보탑(天眞寶塔)은 충청남도 공주시 계룡면, 계룡산 내에 봉우리처럼 우뚝 솟아있는 자연바위로, 사람의 손에 의해 만들어진 것이 아닌 자연 그대로의 탑이다. 1984년 5월 17일 충청남도의 문화재자료 제68호로 지정되었다.
계룡산 신흥암 위에 봉우리처럼 우뚝 솟아있는 자연바위로, 사람의 손에 의해 만들어진 것이 아닌 자연 그대로의 탑이다. 탑이란 부처의 사리를 모셔두는 곳을 일컫는 것으로, 이 탑에는 다음과 같은 전설이 전해 내려오고 있다.
석가모니가 열반한 후 인도의 아육왕은 구시나가라국에 있는 사리탑에서 많은 양의 사리를 발견하여 이를 시방세계에 나누어 주었다. 그 때 4천왕 가운데 북쪽을 담당하던 비사문천왕을 이곳 계룡산에 보내어 이 바위안에 담아 두도록 하였고, 뒷날 아도화상이 이를 발견하여 ‘천진보탑(天眞寶塔)’ 이라 이름붙여 놓았다.

## 같이 보기
- 갑사

## 참고 자료
- 천진보탑 - 국가유산청 국가유산포털